# SC Holiday Łódź
SC Holiday Łódź – polski klub żużlowy z Łodzi. W latach 1995–1998 brał udział w rozgrywkach ligowych. W późniejszym czasie przestał funkcjonować.

## Historia klubu
Historia sportu żużlowego sięga w Łodzi lat 40. XX wieku. W 1948 roku powstał Tramwajarz Łódź. Ponadto funkcjonowała sekcja Dziewiarskiego Klubu Sportowego Włókniarz, która została rozwiązana w 1950. Drużynę Tramwajarza rozwiązano po sezonie 1964. Po dwóch latach w Łodzi powstał nowy klub - Gwardia. Istniał on do 1980 roku. Reaktywacja czarnego sportu w mieście nastąpiła dopiero w 1995, kiedy to do rozgrywek zgłosił się Speedway Club Holiday (występował jako J.A.G. Speedway Club). Od sezonu 1999 w Łodzi działał ŁTŻ, natomiast od sezonu 2002 - TŻ. W 2005 roku powstał Orzeł Łódź, który od sezonu 2006 startował w drugoligowych rozgrywkach.

## Poszczególne sezony
| Sezon | Rozgrywki ligowe | Rozgrywki ligowe | Rozgrywki ligowe |
| Sezon | Liga             | Liga             | Miejsce          |
| ----- | ---------------- | ---------------- | ---------------- |
| 1995  | II               | II liga          | 7/10             |
| 1996  | II               | II liga          | 4/12             |
| 1997  | II               | II liga          | 5/11             |
| 1998  | II               | II liga          | 7/12             |

| Poziom ligowy | Liczba sezonów | Sezony    |
| ------------- | -------------- | --------- |
| II            | 4              | 1995–1998 |

## Osiągnięcia

### Międzynarodowe
Poniższe zestawienia obejmują osiągnięcia klubu oraz indywidualne osiągnięcia zawodników krajowych (w zawodach drużynowych, par i indywidualnych) i zagranicznych (w zawodach indywidualnych) w rozgrywkach pod egidą FIM oraz FIM Europe.

#### Mistrzostwa świata
Indywidualne mistrzostwa świata
- 3. miejsce (1):
  - 1995 –  Sam Ermolenko